# Cornelis Krulder
Cornelis Krulder (7 februari 1817 – Den Haag, 17 juli 1883) was een Nederlands architect. Hij wordt wel de grondlegger van het Haagse Willemspark genoemd. Ook zijn afstammelingen hebben in de 19de en 20ste eeuw veel aan de ontwikkeling van het park bijgedragen.

## Willem II
Willem II is koning geweest van 1840 - 1849. Als kroonprins koopt hij onder andere het Willemspark. In die tijd wordt het Willemspark begrensd aan de zuidwestkant door de Zeestraat, aan de noordoostkant door de Nassaulaan, waar Willem II groten stallen laat bouwen. Aan de noordwestkant wordt de grens gevormd door de Javastraat en aan de zuidoostant door de Singel (nu Mauritskade). Van de Zeestraat naar de Nassaulaan loopt de Sophialaan, en van de Singel naar de Javastraat loopt de Alexanderstraat. Waar de Alexanderstraat en de Sophialaan elkaar kruisen ligt het Plein 1813.
In het midden van de 19de eeuw eindigt Den Haag bij de Singel. Het Willemspark ligt dus net buiten de stad, en wordt omgeven door duinachtig landschap. Willem II laat het Willemspark aanleggen als een Engels landschap, met bomen en rododendrons.
Terwijl hij koning is breidt Willem II zijn bezittingen uit en laat diverse grootse gebouwen neerzetten, ook om het Willemspark. Aan de Nassaulaan komen stallen (later kerk en weer later kantoor) en in de Zeestraat laat hij in 1842 de Thermische Badinrichting bouwen. Ook laat hij de Grand Bazar Royal van het Plein naar de Zeestraat verhuizen. Het zijn de eerste uitbreidingen van de stad in die richting.
Na zijn dood blijken er erg veel schulden te zijn, en moet Willem III veel van zijn vaders bezittingen weer verkopen. Zo wordt het Willemspark aan de gemeente Den Haag verkocht om er een mooie woonwijk van te maken, en wordt de Thermische Badinrichting in 1852 aan Johannes Jacobus Delia en zijn zwager Cornelis Krulder verkocht.

## Cornelis Krulder (1817-1883)
Cornelis Krulder is de zoon van winkelier Cornelis (1790) en Neeltje Zuidhoorn. Hij wordt meester-timmerman. Hij trouwt in 1858 te Gouda met Geertruida Petronella Vos (6 maart 1827 - 20 maart 1897), ook wel Goudvosje genoemd. Zij is een dochter van de eigenaar van Hotel De Zalm in Gouda.
Cornelis Krulder en zijn zwager worden de grote ontwikkelaars van het Willemspark. Allereerst breken ze de Thermische Badinrichting af en laten er woningen bouwen, naast de Bazar.

#### De Noordmolen, Noordleliemolen of de Molen van Nicola
Op de hoek van de Zeestraat en de Sophialaan staat een korenmolen uit 1668. In 1830 wordt hij verkocht aan zes bakkers. Na het overlijden van vijf eigenaren blijft Nicola (familie van Lensvelt Nicola) als enige eigenaar over. De molen heeft windrecht en er mag niets gebouwd worden rondom de molen. In 1857 verkoopt hij de molen voor 12.000 gulden aan de zwagers Krulder en Delia. Voorwaarde van de verkoop wordt dat de molen met al haar bijgebouwen binnen een jaar afgebroken worden en dat er binnen drie jaar nieuwbouw moet staan, met riolering! Er komen een vijftal woningen. Voorlangs loopt de Haagse Beek, om via de Zeestraat, het Noordeinde en de Heulstraat naar de Hofvijver te gaan. In 1928 wordt hij daar overkluisd en kan de stoep verbreed worden.

#### Pension
In die tijd reizen mensen nog in koetsen, en velen komen naar de kust voor de gezonde zeelucht. Cornelis besluit een pension aan de Sophialaan te bouwen, hoek Zeestraat, waar de Noordmolen is afgebroken.

#### Meer villa's
Op de hoek van de Zeestraat en de Javastraat bouwen de zwagers twee villa's, die daar tot 1929 hebben gestaan. Nu staat daar een flatgebouw van architect A.H. Wegerif. Na de oorlog heeft Sociale Zaken er kantoor gehouden, maar nu is het weer een flatgebouw.
Daarnaast, aan de Javastraat, kwamen nog drie huizen.
In de Alexanderstraat tussen het Plein 1813 en de Mauritskade heeft Krulder ook grond van de gemeente gekocht. Met Delia bouwt hij aan weerskanten enkele statige blokken van twee of drie huizen in de eclectische stijl, die dan in de mode is. In dezelfde stijl bouwen ze ook huizen aan de Mauritskade, nrs 19-33.
Alexanderstraat nummer 1 en 2 worden voor eigen gebruik gebouw, de tuinen liggen aan de Mauritskade, en de huizen liggen meer naar achteren, en hebben een oprit vanaf de Alexanderstraat. Ze zijn in geheel andere stijl gebouwd. Hun zoon Peter Krulder komt terug uit Berlijn en gaat op Alexanderstraat 1 wonen, de Delia's gaan op nummer 2 wonen.
Het huis op Plein 1813 nummer 1, nu bewoond door de Britse ambassadeur, is wellicht het pronkstuk van hun werk.

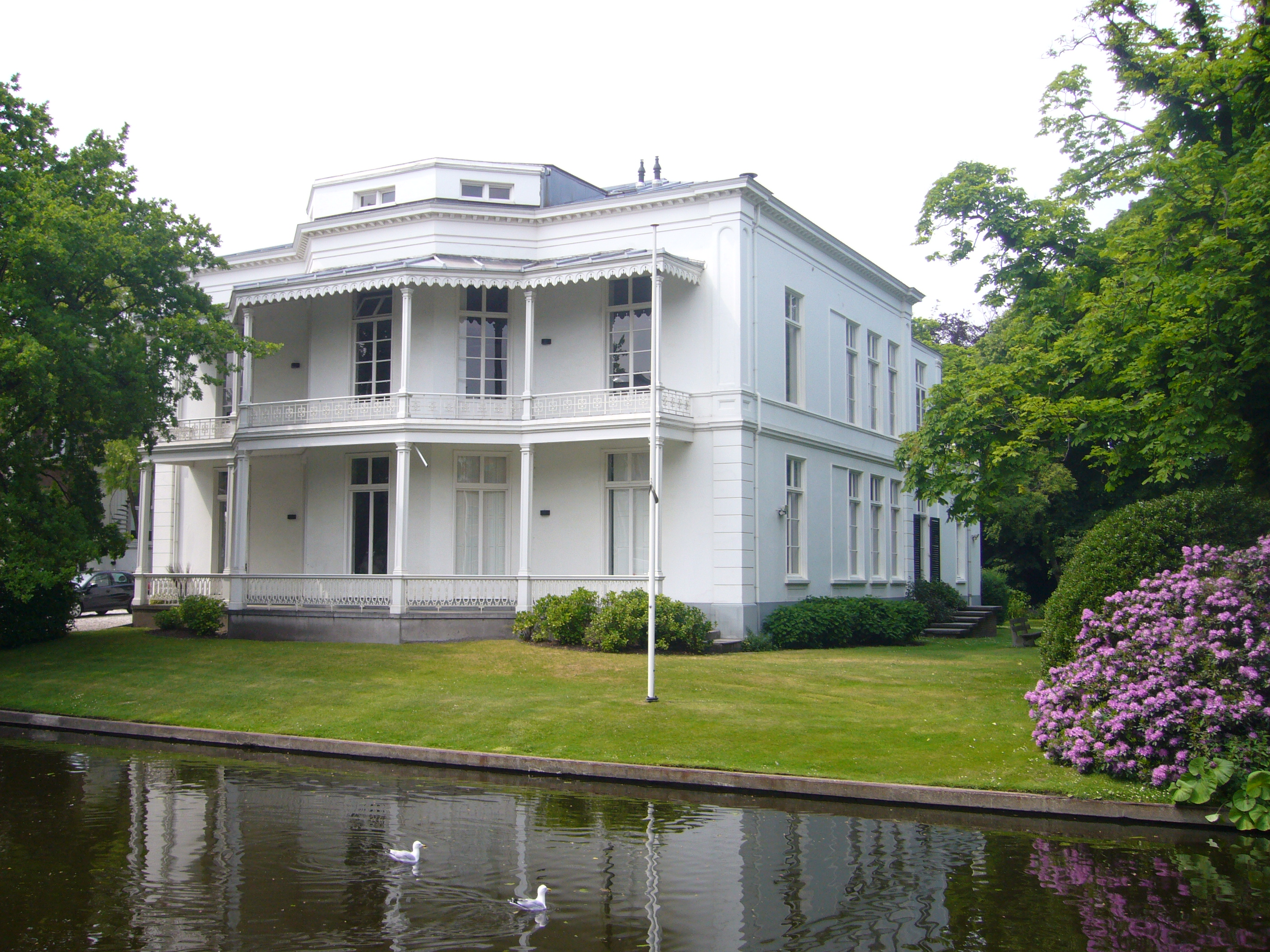
Alexanderstraat 1 Huis van Peter Krulder
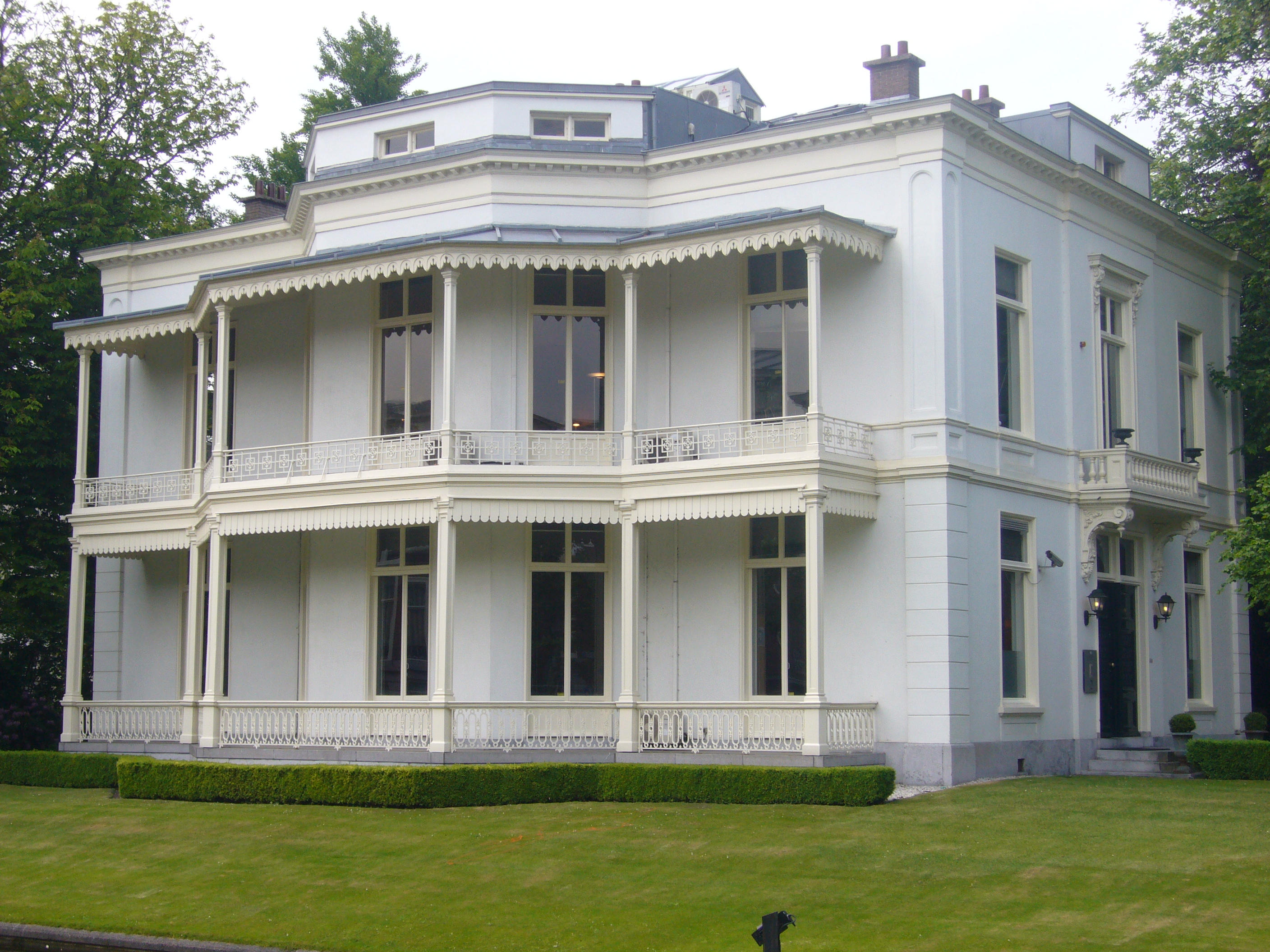
Alexanderstraat 2 Huis van Jacobus Delia
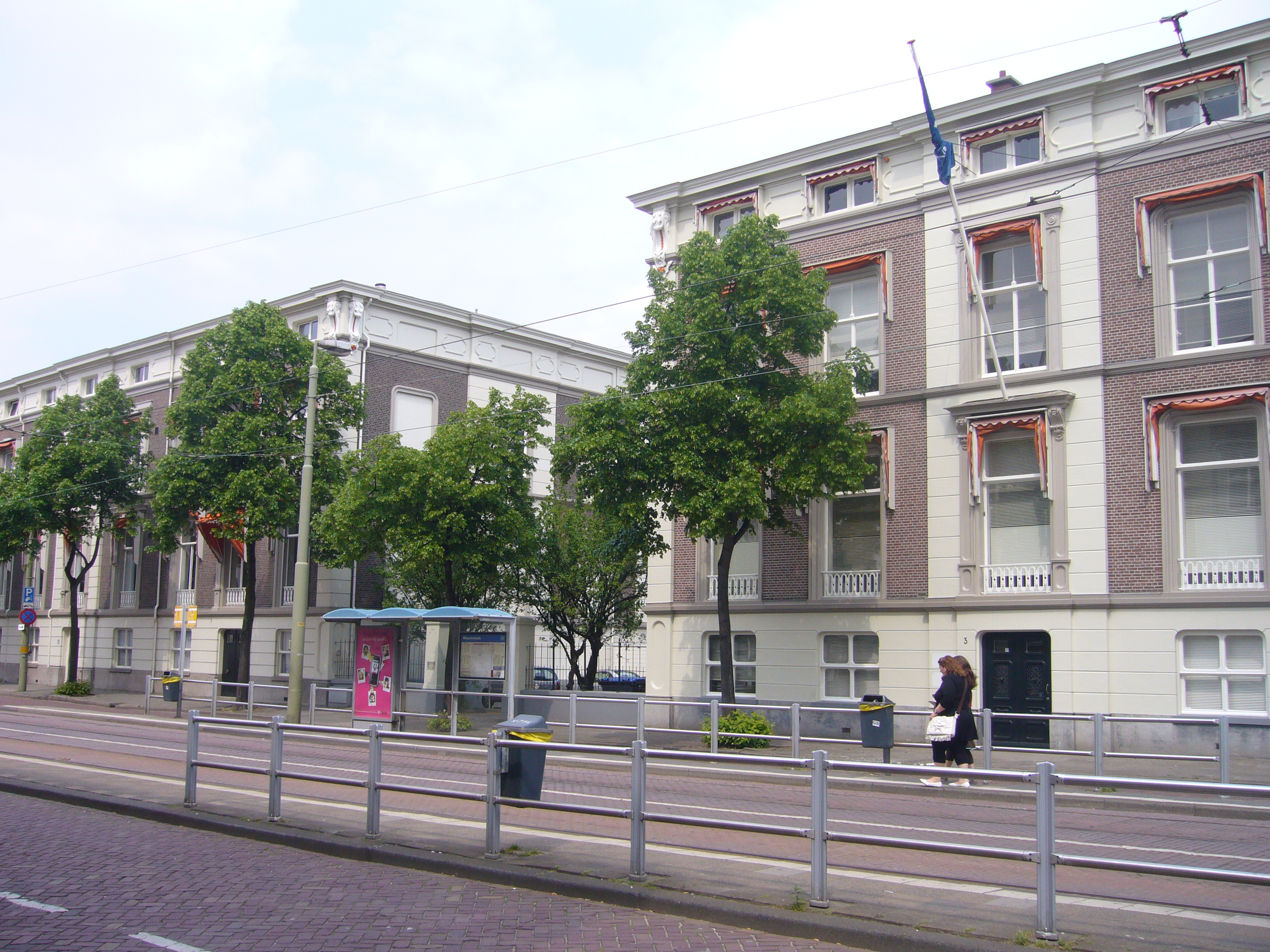
Alexanderstraat 5 Een van de 'blokken'.
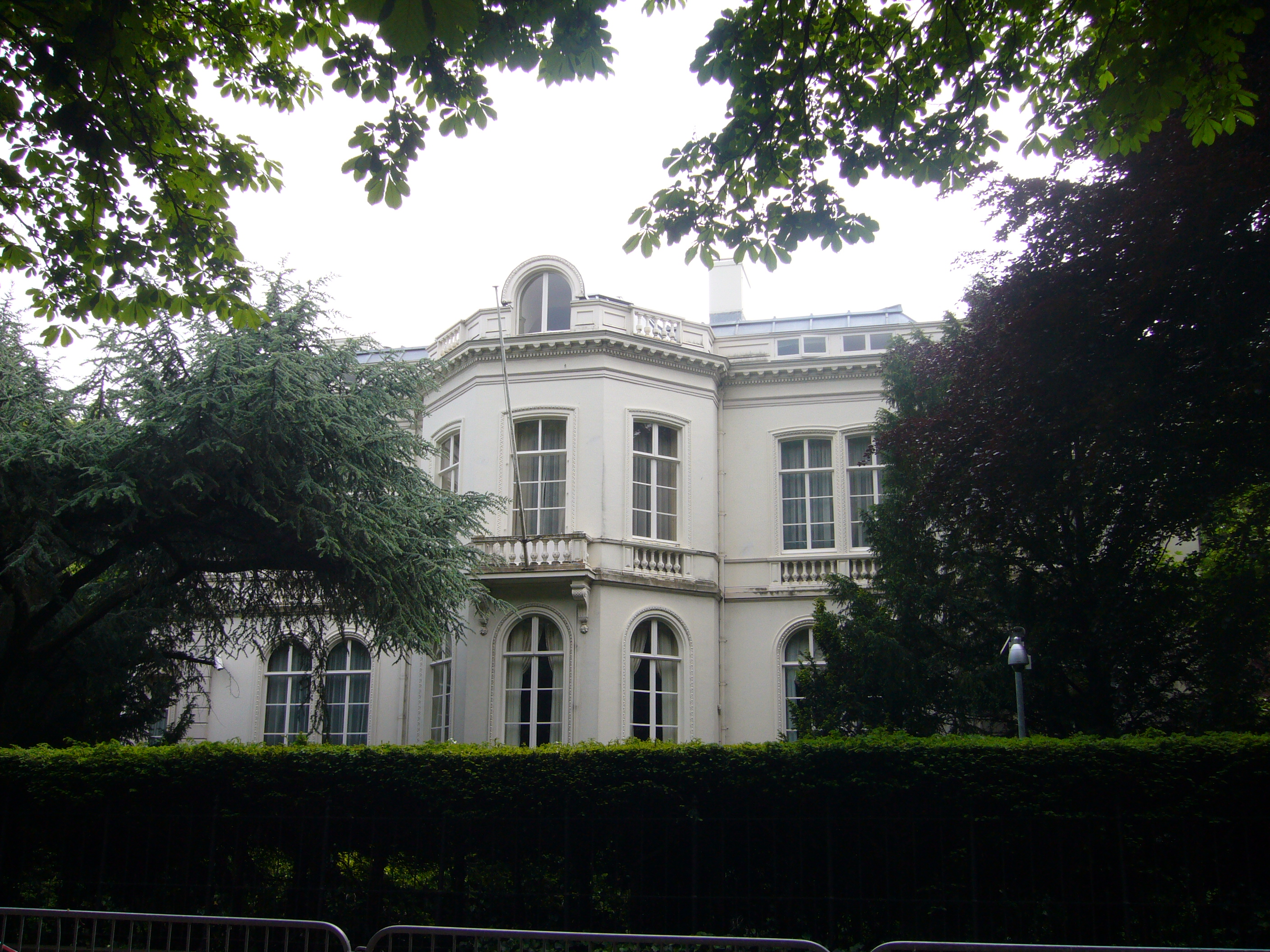
Plein 1813 nr 1 Britse residentie

De Krulders krijgen vier kinderen: Cornelia (1860-1934), Cornelis (1862-1922), Petrus Franciscus Nicolaas (1864-1915) en Magdalena (1867-1938).
Cornelis en zijn Goudvosje zijn de overgrootouders van Anton Krulder (1926), en hebben de basis gelegd voor het familie-imperium. Cornelis overlijdt op 17 juli 1883.

#### Na zijn dood
Den Haag wordt veel bezocht door diplomaten, aristocraten en renteniers uit Indië. Als Goudvosje in Engeland kennis maakt met de 'boarding houses', neemt ze dat concept mee naar Den Haag en maakt van enkele panden een pension. Bezuidenhout 23 en Paleisstraat 1 zijn hiervoor zeer geschikt, maar bestaan nu geen van beide meer.
In 1891 richt Goudvosje de 's-Gravenhaagsche Pension Maatschappij op, waarin vier panden worden ondergebracht:
- Bezuidenhout 23, eigendom sinds 1886, later hoofdkantoor van de HTM, is afgebroken om het Centraal Station te bouwen.
- Paleisstraat 1, eigendom sinds 1887, afgebroken, hier staat nu het kantoor van de Staatsloterij.
- Korte Voorhout 8, eigendom sinds 1888
- Javastraat 26, eigendom sinds 1891[4]

Cornelis (1862-1922) wordt directeur, maar leeft zo boven zijn stand dat hij in 1902 failliet wordt verklaard. Hij is mede-eigenaar van de Pension Maatschappij.
In 1894 koopt Goudvosje 'Oud Clingendael' in Wassenaar, waar ze twintig kamers kan verhuren. Er is een boerderij bij en een kwekerij. Een van de bewoners is later haar zoon Cornelis.
Ook de Bankastraat 138-151, gebouwd in 1897, en Nassaulaan 11 zijn pensions van Goudvinkje, en het pand op de hoek van de Lange Vijverberg en de Hoge Nieuwstraat, waar later de tearoom van Lensvelt Nicola komt, en daarna de BMW showroom. Dit laatste pand wordt wel het Huis van Caan genoemd, naar douairière de la Bassecour Caan - van der Heim, die het pand aan Goudvosje verkoopt.

#### Javastraat 26
Het latere stadhuis aan de Javastraat is gebouwd door Jan Willem Arnold, nadat hij uit Indië terugkomt. Het ligt daar prachtig, aan de voorkant kijkt het uit over het Willemspark, aan de achterkant over het Alexanderveld, het exercitieterrein van de Alexanderkazerne. Goudvosje koopt het pand na zijn overlijden in 1891, en maakt er een pension van. Zelf overlijdt ze in 1897.

## Petrus Franciscus Nicolaas Krulder (1864-1915)
Petrus (of Pieter of Peter) is een zoon van Goudvosje en woont in Berlijn. Hij trouwt met Dorothea Sophia Mattaey (Hildesheim, 29 maart 1866 - 10 februari 1948). Als ze in 1895 terugkomen, wonen ze op Oud-Clingendael en dan op Alexanderstraat 1.
Er zijn schulden. In 1909 wordt Oud-Clingendael verkocht, en in 1910 moeten ze Javastraat 26 aan de gemeente verkopen, waar een raadzaal komt. Burgemeester van Karnebeek leidt de eerste vergadering daar op 23 april 1912.D e pensions in de Bankastraat en de Paleisstraat lopen nog goed. Het gastenboek staat vol adellijke namen en bijvoorbeeld deelnemers aan de Haagsche Vredesconferentie in 1899. Maar tijden veranderen. Mensen gaan verdere reizen maken en minder gasten komen 'naar zee'. Eerst wordt de Pension Mij. geleid door de oudste zoon Cornelis, dan door de tweede zoon Peter, maar ook hij kan het tij niet keren. Als hij overlijdt, zet zijn weduwe Dorothea de pensions in de Sophialaan en de Paleisstraat voort. Daar maakt ze nog het huwelijk mee van Prins Bernhard en Koningin Juliana, maar dan wordt het pand verkocht aan de 'Vereniging van Nederlandse Gemeenten'.
Tijdens de Tweede Wereldoorlog heeft de familie alleen nog maar Ambassador, het pension aan de Sophialaan. Dorothea is directrice. In het buurhuis zit Seyss-Inquart, die eigenlijk het pension wil vorderen, maar verhuist naar Landgoed Clingendael.

## Peter Krulder (1887-1957)
Na de oorlog krijgt Dorothea's zoon Peter de leiding en wordt het pension omgezet in een hotel. Hij trouwt met Jacoba Cornelia Antonia van den Hoorn en ze krijgen een dochter en een zoon. Na zijn overlijden in 1957 neemt zijn zoon het bedrijf over.

## Anton Peter Franciscus Krulder (1926)
Als zijn vader overlijdt, zit Anton bij de KLM. Hij heeft nog geen enkele horecaervaring.

#### Ambassador Hotel

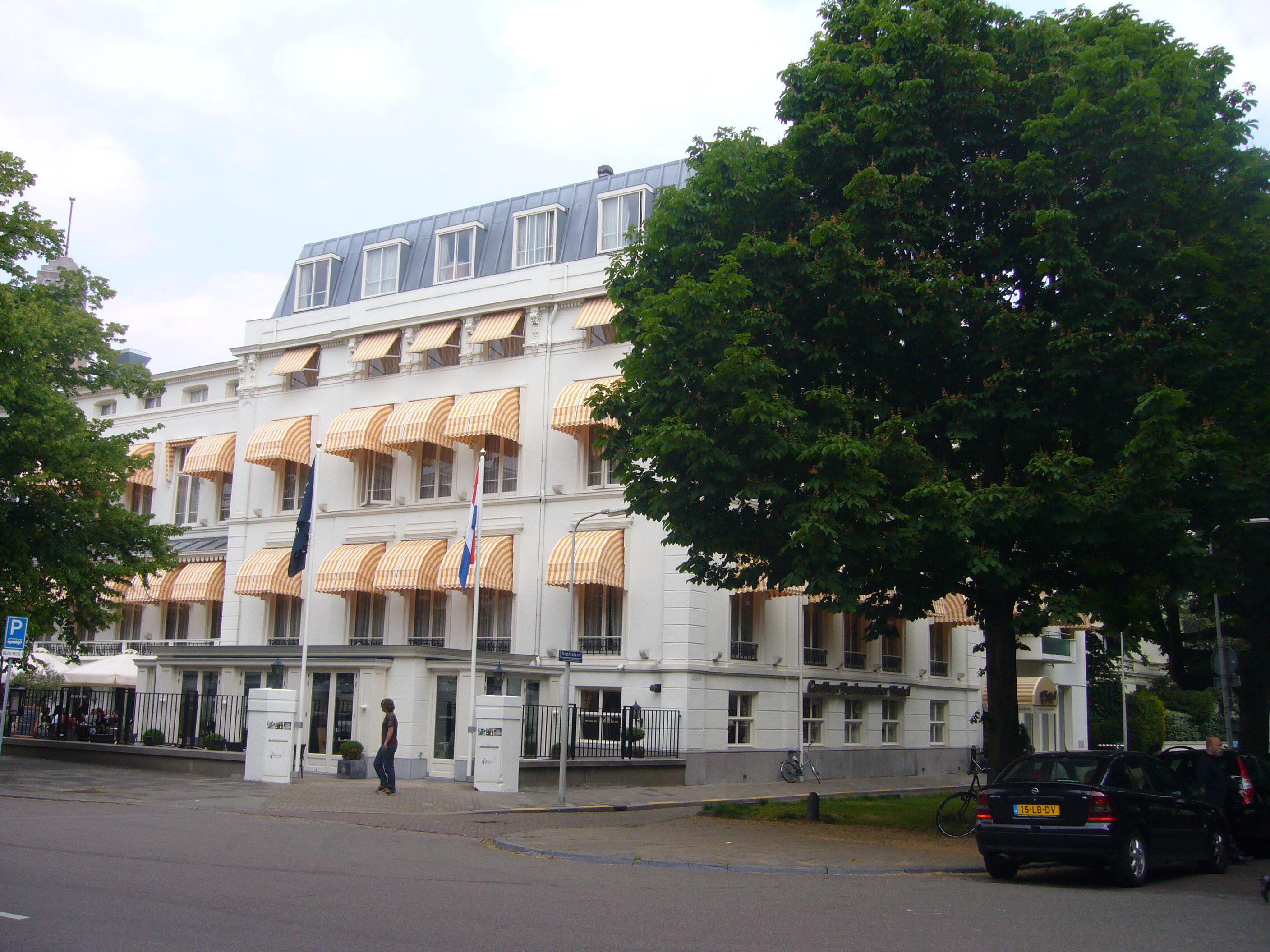
Ambassador Hotel

Hij neemt het pension over, wordt directeur en verzint er de naam 'Ambassador' voor. Zijn zuster wordt hoofd huishoudelijke dienst. Er moet veel verbouwd worden om aan de moderne eisen te voldoen. Er komen betere badkamers, verwarming etc en er komt een lift. In 1961 krijgt het hotel een tapvergunning.
In 1962 wordt het hotel uitgebreid, er wordt 11 meter aangebouwd aan de kant van de Sophialaan. Er komt een nieuwe entree, een vergaderruimte, en een tiental hotelunits (met keukentje) voor gasten die langer willen blijven. De eerste steen voor het nieuwe gedeelte wordt op 13 februari 1964 gelegd door Antons moeder en zijn twee kinderen Peter en Loulou. De opening van de nieuwe zalen wordt op 7 december 1964 door Burgemeester Kolfschoten verricht.
Architect Sjoerd Schamhart, die ook de laatste verbouwing heeft gedaan, bouwt in 1967 een vierde verdieping op een deel van het hotel.
Het hotel ontvangt veel bijzondere gasten, de namen van Golda Meïr, Willy Brandt, Hans Kaart, Joan Haanappel en vele anderen staan in het gastenboek.
In 1971 kondigt Anton Krulder zijn vertrek aan, en het hotel sluit per 31 december 1972. De 's-Gravenhaagse Vereniging dr Schroeder van der Kolk neemt het over voor een periode van 20 jaar. Er komt een woonvoorziening in  voor honderd voormalige patiënten van psychiatrische inrichtingen.
In 1973 koopt hij een manege met twee pikeurshuisjes. In paardenkringen heet die de 'Oude Van der Velde'. De manege ligt tussen de duinen en het Scheveningse Noorderstrand. In 1999 verkoopt hij de manege aan de directeur Jean Marc Naouri. Hij speelt nu golf.
Anton is de laatste Krulder in deze familielijn. Zijn zoon Peter Jan is in 1971 overleden.
In 1985 opent Hotel Management International haar eerste Carlton hotel in Nederland, het Carlton Beach Hotel in Scheveningen. Later volgen Maarsen, Spijkenisse en Haarlem. Ze zoeken nog een hotel in Den Haag en nemen het Ambassador Hotel over. Na vijftien maanden verbouwingen wordt het hotel op 10 maart 1995 geopend. Het heet nu Carlton Ambassador.